# Коморники (гміна Вольбуж)
Коморники (пол. Komorniki) — село в Польщі, у гміні Вольбуж Пйотрковського повіту Лодзинського воєводства.
Населення — 332 особи (2011).
У 1975-1998 роках село належало до Пйотрковського воєводства.

## Демографія
Демографічна структура станом на 31 березня 2011 року:
|          | Загалом | Допрацездатний вік | Працездатний вік | Постпрацездатний вік |
| -------- | ------- | ------------------ | ---------------- | -------------------- |
| Чоловіки | 168     | 36                 | 112              | 20                   |
| Жінки    | 164     | 26                 | 98               | 40                   |
| Разом    | 332     | 62                 | 210              | 60                   |